# 지오이드

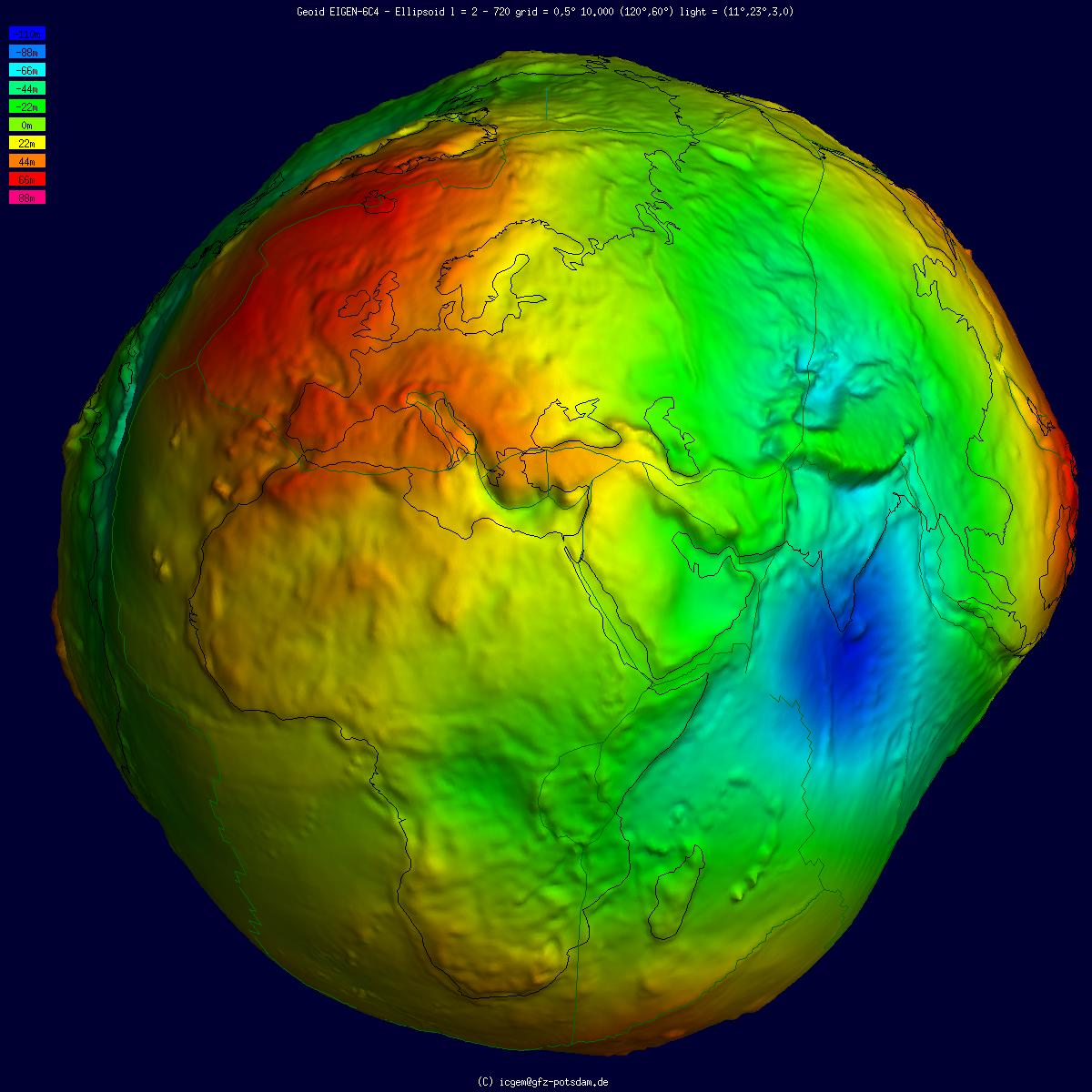

지오이드(영어: geoid)는 지구상에서 높이(해발고도)를 측정하는 기준이 되는 가상면이다. 이 면은 중력 퍼텐셜이 같은 등퍼텐셜면이고, 중력 가속도를 측정할 때 기준면이 된다. 물체는 이 면에 대해서 수직 방향의 중력을 받는다. 지오이드의 형태(즉, 위치에 따른 중력의 작용선)의 변화를 측정하면, 지표 아래에 주변과 다른 밀도를 갖는 물질의 존재를 파악할 수 있다.
지오이드는 바다에서는 평균 해수면으로 정의하고, 육지에서는 바다에서 시작하여 가상의 수로를 팠을 때, 수로의 수면으로 정의한다.

## 형태
실제 지오이드 면은 굴곡이 심해 측지측량에는 활용할 수 없다. 준거타원체와 거의 동일한 모양이다.

## 같이 보기
- 지구타원체